# پاپوآ گینه نو
پاپوآ گینه نو(به انگلیسی: Independent State of Papua New Guinea)، با نام دولت مستقل پاپوآ گینه نو، کشوری کشوری مشترک‌المنافع‌ در اقیانوسیه است که شامل نیمه شرقی جزیره گینه نو و جزایر دور از ساحل در ملانزی، منطقه‌ای در جنوب غربی اقیانوس آرام است.این کشور از غرب با اندونزی مرز زمینی دارد و از جنوب با استرالیا و از شرق با جزایر سلیمان همسایه است. پایتخت آن، در ساحل جنوبی است و پورت مورسبی نام دارد . این کشور با مساحت 462,840 کیلومتر مربع سومین کشور جزیره‌ای بزرگ جهان است. منطقهٔ پاپوآ گینهٔ نو از سال ۱۹۰۶ تحت سلطهٔ استرالیا اداره می‌شد. در فاصلهٔ سال‌های ۱۹۴۲ تا ۱۹۴۵ به اشغال ژاپن درآمد اما پس از جنگ دوباره به استرالیا پیوست.
این کشور در دهه ۱۸۸۰ به وسیله  آلمان و بریتانیا اداره می‌شد که بخش گینه نو در شمال به وسیله آلمان و بخش پاپوآ در جنوب به وسیله بریتانیا اداره می‌شد. بخش پاپوآ در سال ۱۹۰۲ به استرالیا واگذار شد. تمام پاپوآ گینه نو امروزی پس از جنگ جهانی اول تحت کنترل استرالیا قرار گرفت و قلمرو قانونی گینه نو به عنوان مستعمره سابق آلمان به عنوان قیمومت جامعه ملل تأسیس شد. این کشور محل نبردهای شدید در طول لشکرکشی گینه نو در جنگ جهانی دوم بود. پاپوآ گینه نو در سال ۱۹۷۵ به یک قلمرو مستقل مشترک المنافع تبدیل شد و الیزابت دوم ملکه آن بود. از زمان مرگ الیزابت دوم در سال ۲۰۲۲، چارلز سوم پادشاه بوده است. بسیاری از جزایر این کشور ارتباطی با دیگر جزیره‌ها ندارند و اقتصاد آن‌ها تنها مبتنی بر مواد غذایی است که از کشاورزی و شکار به دست می‌آورند.
این کشور در زمره «چندفرهنگی‌ترین» کشورهای جهان قرار دارد و مردم آن از قبایل بسیار زیاد و متفاوتی تشکیل شده‌اند که قوم پاپوآ بزرگ‌ترین آن‌ها است. این کشور  و برپایهٔ آخرین داده‌ها در این کشور ۸۵۲ زبان گوناگون وجود داشت که ۱۲ تا از این زبان‌ها منقرض شده‌اند،اکنون ۸۴۰ زبان شناخته‌شده در پاپوآ گینه نو (از جمله انگلیسی) وجود دارد که آن را به متنوع‌ترین کشور از نظر زبانی در جهان تبدیل می‌کند. همچنین یکی از روستایی‌ترین کشورها است که تنها ۱۳.۲۵٪ از جمعیت آن در سال ۲۰۱۹ در مراکز شهری زندگی می‌کردند. بیشتر مردم آن در جوامع سنتی زندگی می‌کنند. اگرچه تخمین‌های دولتی جمعیت این کشور را ۱۱.۸ میلیون نفر گزارش کرده است، اما در دسامبر ۲۰۲۲ گزارش شد که جمعیت آن در واقع نزدیک به ۱۷ میلیون نفر است. پاپوآ گینه نو پرجمعیت‌ترین کشور جزیره‌ای اقیانوس آرام است.خاک پاپوآ گینهٔ نو از نیمهٔ خاوری جزیره گینه نو و شمار زیادی از جزایر دور از ساحل تشکیل شده است.باور بر این است که این کشور خانه بسیاری از گونه های گیاهی و جانوری ناشناخته  است.پاپوآ گینهٔ نو کشوری فقیر و عمدتاً روستایی است بسیاری از نقاط آن را هنوز جنگل‌های دست‌نخورده و زیستگاه قبایل ابتدایی دور از تماس با تمدن امروزی تشکیل می‌دهد.۹۶ درصد از مردم پاپوآ گینهٔ نو مسیحی هستند. در این کشور چهار هزار مسلمان نیز سکونت دارند.
پاپوآ گینه نو توسط صندوق بین‌المللی پول به عنوان یک اقتصاد در حال توسعه طبقه‌بندی می‌شود؛ نزدیک به ۴۰٪ از جمعیت، کشاورزان معیشتی هستند که نسبتاً مستقل از اقتصاد نقدی زندگی می‌کنند. گروه‌های اجتماعی سنتی آنها به صراحت توسط قانون اساسی پاپوآ گینه نو به رسمیت شناخته شده است، که بیانگر آرزوی «باقی ماندن روستاها و جوامع سنتی به عنوان واحدهای پایدار جامعه پاپوآ گینه نو» است و از اهمیت مداوم آنها برای زندگی اجتماعی محلی و ملی محافظت می‌کند. پاپوآ گینه نو از سال ۱۹۷۶ به عنوان یک کشور ناظر در انجمن ملل جنوب شرقی آسیا (ASEAN) بوده و درخواست خود را برای عضویت کامل ارائه کرده است. این کشور عضو کامل کشورهای مشترک‌المنافع، جامعه اقیانوس آرام، مجمع جزایر اقیانوس آرام و سازمان ملل متحد است.

زبان‌های رسمی آن توک پیسین، هیری موتو و انگلیسی است. واحد پول این کشور کینای پاپوآ گینه نو و شیوهٔ حکومتی آن دموکراسی پارلمانی و پادشاهی مشروطه است. پاپوآ گینهٔ نو پس از آن‌که از سال ۱۸۸۴ از سوی سه قدرت خارجی اداره می‌شد در سال ۱۹۷۳ از استرالیا مستقل شد.
جزیره مأنوس پاپوآ گینه نو یکی از جزایری است که دولت استرالیا آن‌ها را برای نگه‌داری پناهجویانی که سعی داشته‌اند خود را با قایق به استرالیا برسانند، در آنجا نگه دارند.
جلال عبده، حقوقدان و دیپلمات ایرانی از جانب سازمان ملل متحد مدتی حکمران گینه نو غربی بود.

## تاریخ
شواهد باستان‌شناسی نشان می‌دهد که انسان‌ها ابتدا در حدود ۴۲٬۰۰۰ تا ۴۵٬۰۰۰ سال پیش به پاپوآ گینه نو وارد شدند. آنها از نوادگان یکی از امواج اولیه مهاجرت انسانی بودند که از آفریقا خارج شدند.
کشاورزی به‌طور مستقل و جدا از بقیه نقاط جهان، حدود ۷۰۰۰ سال پیش از میلاد در ارتفاعات گینه نو توسعه یافت؛ بنابراین، گینه نو یکی از معدود مناطق جهان است که در آن مردم جدا از دیگر نقاط، اهلی کردن گیاهان وحشی را آموختند.
مهاجرت عمده اقوام استرانزی‌زبان به مناطق ساحلی گینه نو در حدود ۵۰۰ سال پیش از میلاد رخ داده است. این مهاجرت با خود، سفال‌گری، پرورش خوک و ترفندهای خاص ماهی‌گیری را به این منطقه معرفی کرد.
در سده هجدهم، بازرگانان، سیب‌زمینی شیرین را با خود به گینه نو آوردند، و این محصول پس از آن بخشی از غذای اصلی مردم منطقه شد. بازرگانان پرتغالی، سیب‌زمینی شیرین را از آمریکای جنوبی آورده و آن را به جزایر ملوک معرفی کرده‌بودند. تولید به مراتب بیشتری که از باغات سیب زمینی شیرین گینه نو به‌دست آمد، به‌طور اساسی کشاورزی و جوامع سنتی منطقه را تغییر داد. سیب‌زمینی شیرین به‌طور عمده جایگزین خوراک اصلی قبایل یعنی تارو شد و باعث افزایش قابل ملاحظه جمعیت در ارتفاعات شد.
گرچه در اواخر سده بیستم شکار انسان و آدم‌خواری در پاپوآ گینه نو عملاً ریشه‌کن شد، اما در گذشته این امر در بسیاری از نقاط کشور به عنوان بخشی از آیین‌های مربوط به جنگاوری و «از آن خود کردن روح و قدرت دشمن» انجام می‌شد.
در سال ۱۹۰۱، در جزیره گوآریباری در خلیج پاپوآ، هری داونسی، مبلغ مسیحی، در خانه‌های قبایل این جزیره ۱۰ هزار جمجمه انسان پیدا کرد که نشان‌دهنده آیین‌های گذشته شکار انسان در این منطقه است. آدم‌خواری در پاپوآ گینه نو تا دهه هفتاد میلادی هم دیده می‌شود و هنوز هم ردی از آن در برخی گروه‌های اجتماعی وجود دارد.
بازرگانان جنوب شرق آسیا از پنج هزار سال پیش برای گردآوری پر مرغ بهشت به گینه نو می‌آمدند.
تا سده نوزدهم میلادی در اروپا اطلاعات کمی از این جزیره وجود داشت، گرچه کاوشگران پرتغالی و اسپانیایی نظیر خورخه دمنسس و اینیگو اورتیز درتز در سده شانزدهم به این منطقه سفرهایی داشتند.
نام دوقسمتی این کشور نتیجه تاریخچه اداری پیچیده آن پیش از استقلال است. واژه پاپوآ از یک اصطلاح محلی گرفته شده که ریشه آن مشخص نیست. واژه گینه نو را کاشف اسپانیایی اینیگو اورتیز درتز برای این محل به کار برده است. او در سال ۱۵۴۵ همانندی‌های میان مردمی که در کرانه‌های گینه در آفریقا دیده بود با مردم این محل مشاهده کرد و به این خاطر این سرزمین را گینه نو نامید. واژه گینه واژه پرتغالی است که در اصل معنی «سرزمین سیاهان» می‌دهد.

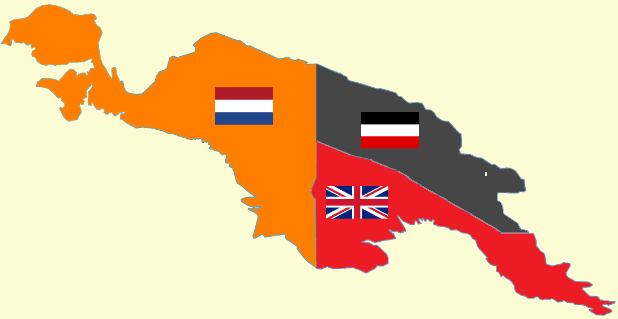
گینه نو از ۱۸۸۴ تا ۱۹۱۹. امپراتوری آلمان و بریتانیا نیمه شرقی و هلند نیمه غربی را کنترل می‌کردند.

در سده نوزدهم امپراتوری آلمان برای چندین دهه بر نیمه شمالی این کشور فرمان راند. این حاکمیت از سال ۱۸۸۴ آغاز شد و مستعمره آلمان در این سرزمین به عنوان گینه نو آلمان شناخته می‌شد. در سال ۱۹۱۴ و پس از شروع جنگ جهانی اول، نیروهای استرالیایی در گینه نو فرود آمده و گینه نو آلمان را در جریان یک کارزار نظامی مختصر فتح کردند. در جریان جنگ، اشغال این منطقه توسط استرالیا ادامه پیدا کرد. پس از جنگ، که آلمان و نیروهای مرکز در آن شکست خوردند، جامعه ملل به استرالیا مجوز داد تا قیمومت این منطقه را به دست بگیرد.
نیمه جنوبی کشور در سال ۱۸۸۴ به استعمار بریتانیا درآمد و گینه نو بریتانیا نامیده شد. بریتانیا در سال ۱۹۰۵ منطقه را در ناحیه همسود جدیدی که با نام استرالیا تشکیل داده بود ادغام کرد و اداره گینه نو بریتانیا به استرالیا واگذار شد. افزون بر این، از سال ۱۹۰۵ نام گینه نو بریتانیا نیز تغییر کرده و ناحیه پاپوآ نامیده شد.
جامعه ملل مستعمره گینه نو آلمان را در قیمومت استرالیا قرار داد اما پاپوآ را به عنوان قلمروی خارجی کشور همسود استرالیا به رسمیت شناخت و قانوناً مالکیت بریتانیا بر آن همچنان برقرار ماند. این تفاوت در وضعیت قانونی بدین معنی بود که تا سال ۱۹۴۹ پاپوا و گینه نو هر یک وضعیت اداری کاملاً جداگانه‌ای از یکدیگر داشتند، که البته هر دو توسط استرالیا کنترل می‌شد. این شرایط باعث پیچیدگی سازماندهی نظام قانونی کشور در دوران پس از استقلال شد.
در خلال جنگ جهانی دوم، کارزار گینه نو (۱۹۴۲ تا ۱۹۴۵) یکی از لشکرکشی‌ها و کشمکش‌های اصلی بین ژاپن و متفقین در آن زمان بود. در این نبردها در حدود ۲۱۶ هزار سرباز ژاپنی، استرالیایی و آمریکایی جان خود را از دست دادند. پس از جنگ دوم جهانی و پیروزی متفقین، دو قلمرو این ناحیه ادغام شده و نام قلمرو پاپوا و گینه نو به آن داده شد. این نام بعداً به صورت پاپوآ گینه نو درآمد.
بومیان پاپوا از سازمان ملل خواستند تا بر جریان استقلال این کشور نظارت کند. پاپوآ گینه نو در ۱۶ سپتامبر ۱۹۷۵ از استرالیا مستقل شد و به عنوان یکی از کشورهای هم‌سود درآمد یعنی ملکه الیزابت دوم را همچنان به عنوان رئیس دولت خود به رسمیت می‌شناسد. این کشور همچنان مناسبات نزدیکی به استرالیا دارد و استرالیا بزرگ‌ترین کمک‌کننده به این کشور است. پاپوآ گینه نو در ۱۰ اکتبر ۱۹۷۵ به عضویت سازمان ملل متحد درآمد.

## جغرافیا

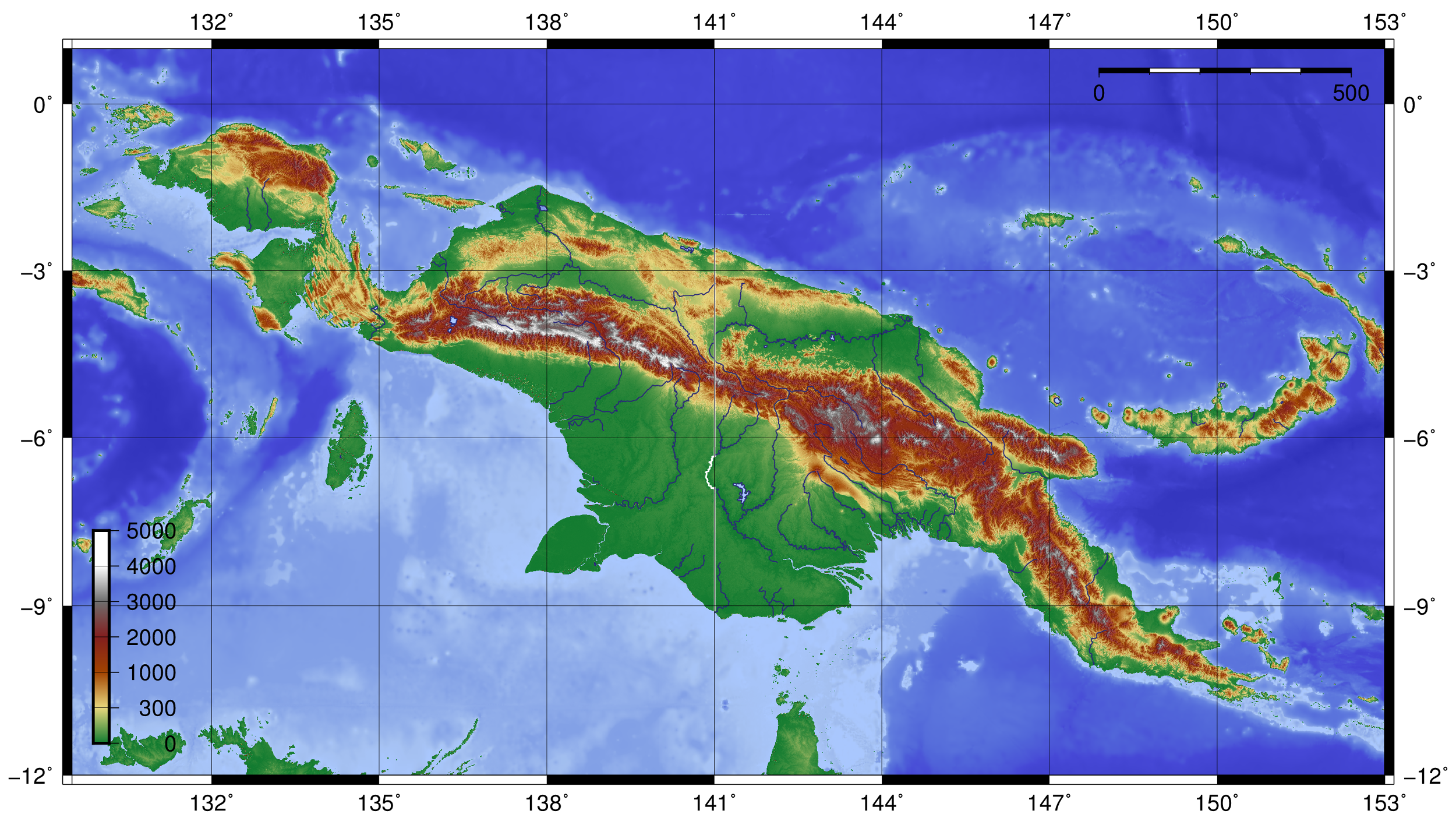
نقشه ناهمواری‌های پاپوآ گینه نو.

جزیره گینه نو به مدت ۳۰۰ میلیون سال به قطعه خاکی که امروزه آن را به عنوان استرالیا می‌شناسیم، متصل بود. تغییرات تکتونیکی باعث فاصله گرفتن این دو از هم شد و سرانجام با بالا آمدن سطح آب دریا، هفت هزار سال پیش گینه نو به صورت جزیره‌ای جدا از استرالیا درآمد.
پاپوا گینه نو در نیم‌کره شرقی کره زمین و در شمال کشور استرالیا واقع شده است. این کشور یکی از کشورهای قاره اقیانوسیه به‌شمار می‌رود و پس از استرالیا بزرگ‌ترین و پرجمعیت‌ترین کشور این قاره است. پاپوآ گینه نو پنجاه و چهارمین کشور بزرگ جهان است و مساحت آن ۴۶۲٬۸۴۰ کیلومتر مربع و جمعیت آن ۸٬۹۳۰٬۰۰۰ نفر است.

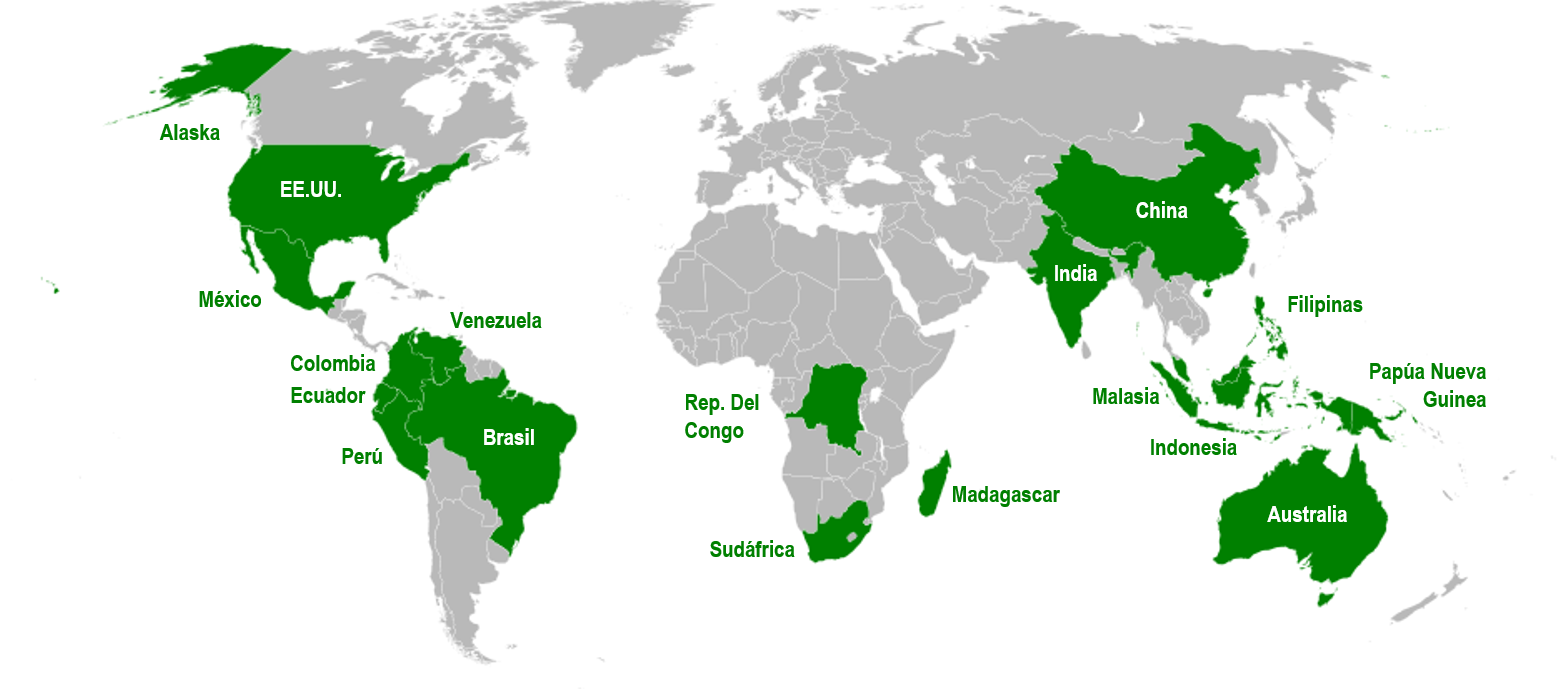
پاپوآ گینه نو جزو کشورهای دارای تنوع زیستی کلان

پاپوآ گینه نو تنها با یک کشور مرز دارد و آن هم اندونزی است. پاپوا گینهٔ نو دربر گیرندهٔ شرق جزیرهٔ گینهٔ نو (نیمهٔ غربی این جزیره متعلق به اندونزی و ایالت ایریان جایا (ایریان باختری) نام دارد) به همراه بیش از ۶۰۰ جزیرهٔ دیگر است. این کشور جزیره‌ای از سه طرف با دریاهای: بیسمارک - سلیمان -و مرجان احاطه شده است.
جغرافیای این کشور بسیار گوناگون و در برخی مناطق بسیار خشن و سخت‌گذر است. رشته کوهی پر پیچ و خم با سراشیبی‌های تند، به نام رشته کوه اوئن استنلی، در امتداد طول جزیره گینه نو و زبانه درازی که شبه‌جزیره پاپوآ نام دارد، ادامه یافته است. این ارتفاعات با جنگل‌های گرمسیری پوشیده شده و جمعیت زیادی را در خود جا داده است. به شبه جزیره پاپوآ به خاطر شکلی که دارد «دم پرنده» هم گفته‌اند. جنگل‌های متراکم در زمین‌های پست و نواحی ساحلی نیز وجود دارند و در پیرامون رودهای سپیک و فلای تالاب‌های بسیار بزرگی قرار گرفته‌اند. جغرافیایی پاپوآ گینه نو باعث شده که توسعه زیرساخت‌ها در این کشور با دشواری زیادی روبرو باشد. برخی مناطق کشور تنها پیاده یا با هواپیما قابل دسترسی است. از کوه‌های بلند آن می‌توان به کوه ویلهلم (۴۵۰۹ متر ارتفاع و بلندترین در پاپوآ گینه نو)، بانگتا (۴۱۰۷ متر ارتفاع)، ویکتوریا (۴۰۷۴ متر ارتفاع) و ساکلینگ (۳۴۲۱ متر ارتفاع) اشاره نمود. رودهای مهم آن فلای - سپیک - رامو هستند.

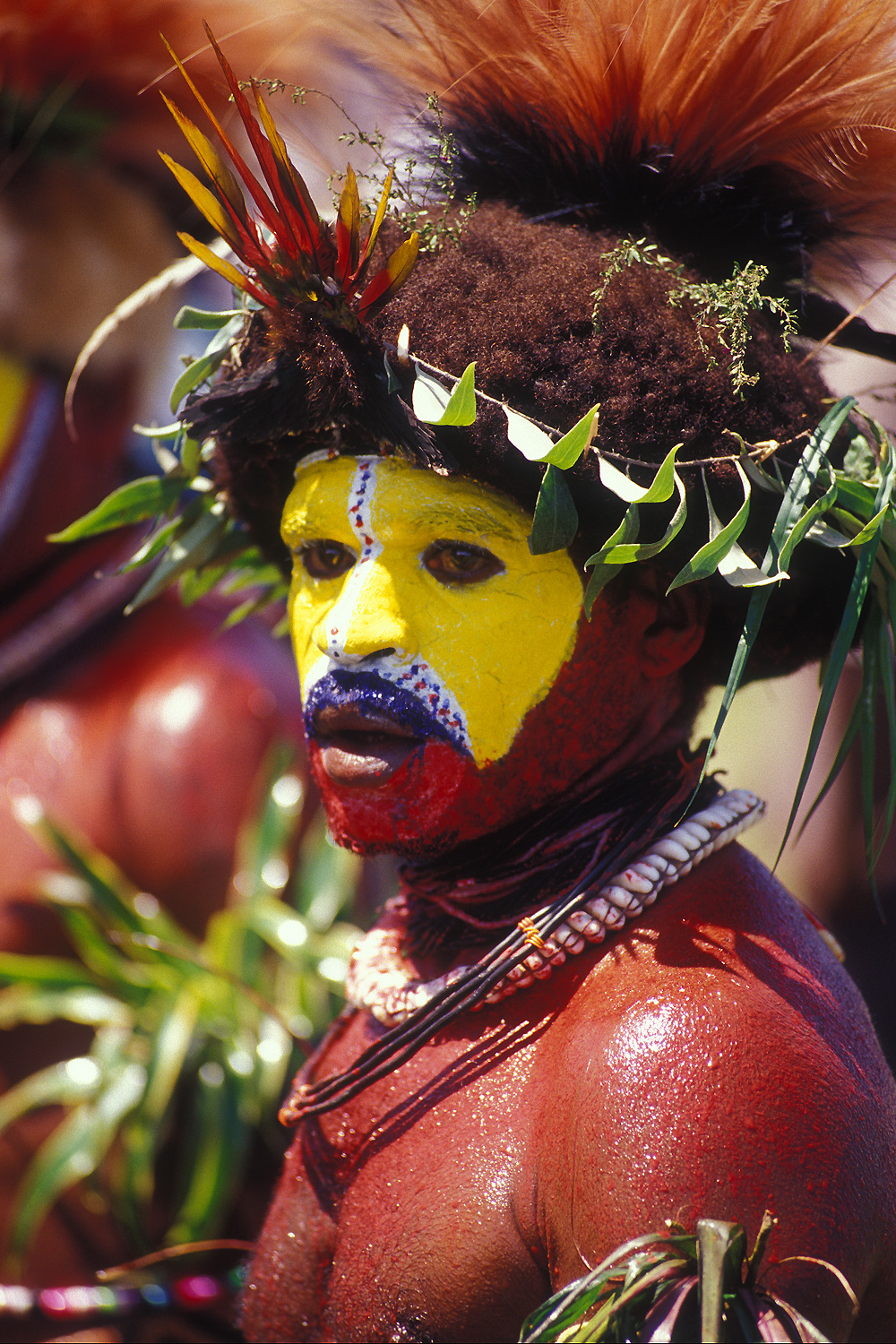
یک مرد از قوم هولی در آیین‌های سنتی. ارتفاعات جنوبی کشور.

پاپوآ گینه نو توسط صخره‌های مرجانی احاطه شده و این آب‌سنگ‌ها از سوی نهادهای زیست‌محیطی به‌خوبی نظارت می‌شوند.
این کشور در حلقه آتش اقیانوس آرام واقع شده و محل تلاقی چندین صفحه زمین‌ساختی است. در این کشور چند آتشفشان فعال وجود دارد که گاه به گاه منفجر می‌شوند. وقوع زمین‌لرزه هم در این کشور نسبتاً پربسامد است که گاه با سونامی نیز همراه می‌شود. ازجمله، روز هفدهم ماه ژوئیه سال ۱۹۹۸ نیز وقوع زلزله‌ای به بزرگی هفت ریشتر در پاپوآ گینه نو باعث وقوع سونامی به ارتفاع ۱۵ متر شد که در بر اثر این زلزله بین دو هزار و ۱۸۳ تا دو هزار و ۷۰۰ نفر جان خود را از دست دادند و هزاران نفر نیز زخمی شدند. در زمین‌لرزه ۲۰۱۸ پاپوآ گینه نو به بزرگای ۷٫۵ ریشتر نیز دست‌کم ۳۱ نفر کشته و ۳۰۰ نفر زخمی شدند.
نیمه شرقی جزیره گینه نو بخش اصلی کشور به‌شمار می‌آیند و شهرهای بزرگ کشور در آن واقع شده‌اند. پایتخت این کشور شهر پورت مورزبی با ۲۸۳٬۰۰۰ نفر جمعیت است. از شهرهای مهم پاپوا گینهٔ نو می‌توان به: لائه ۷۶٬۰۰۰ نفر، مادانگ ۲۷٬۴۲۰ نفر، وواک ۲۵٬۱۴۳ نفر و گوروکا ۲۵٬۰۰۰ نفر اشاره کرد.
از جزایر بزرگ کشور پاپوا گینه نو می‌توان به ایرلند نو، بریتانیای نو، مأنوس و بوگونویل اشاره کرد.
پاپوآ گینه نو یکی از اندک مناطقی در نزدیکی خط استوا است که در آن برف می‌بارد. بارش برف در بلندترین نقاط خاک اصلی این کشور دیده می‌شود.

### تقسیمات کشوری
پاپوا گینه نو دارای ۲۲ استان است:
| 1. استان مرکزی (پاپوآ گینه نو) 2. استان چیمبو (سیمبو) 3. استان ارتفاعات شرقی 4. استان بریتانیای نو شرقی 5. استان سپیک شرقی 6. استان انگا 7. استان خلیج 8. استان مادانگ 9. استان مأنوس 10. استان خلیج میلنه 11. استان موروبه | 1. استان ایرلند نو 2. شمالی (استان اورو) 3. منطقه خودمختار بوگن‌ویل 4. استان ارتفاعات جنوبی 5. استان غربی (پاپوآ گینه نو) (Fly) 6. استان ارتفاعات غربی 7. استان بریتانیای نو غربی 8. استان سانداون 9. ناحیه پایتخت ملی (پاپوآ گینه نو) (پورت مورزبی) 10. استان هلا 11. استان جیواکا |  |

## سیاست

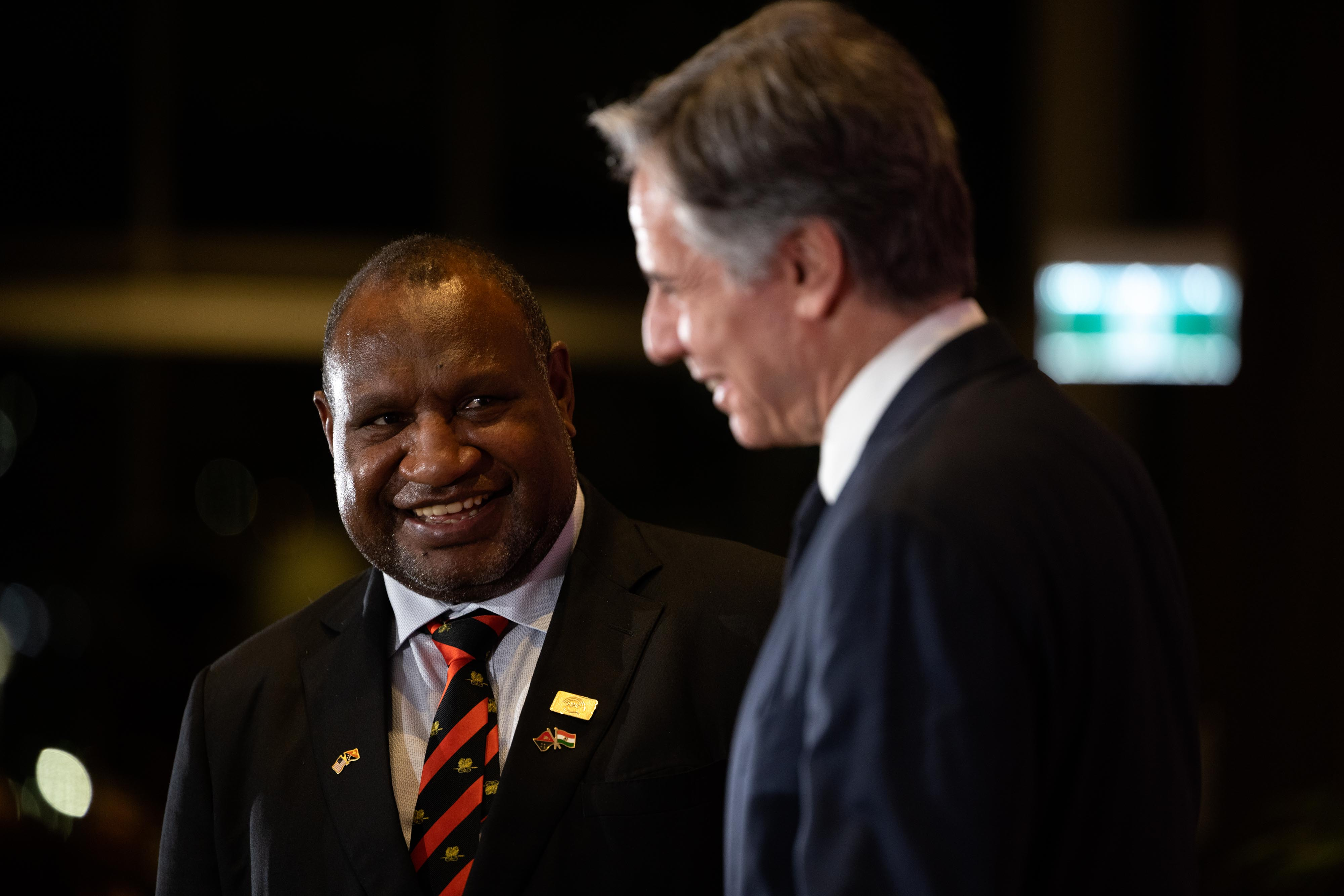
جیمز ماراپه نخست‌وزیر پاپوآ گینه نو و آنتونی بلینکن وزیر امور خارجه ایلات متحده

پارلمان پاپوآ گینه‌نو ۱۱۱ کرسی دارد. پیاآس وینگتی از جنبش دموکراتیک خلق در سال ۱۹۹۲ نخست‌وزیر شد. گهگاهی شورش‌هایی از سوی ارتش انقلابی بوگان‌ویل به منظور دستیابی به استقلال جزایر بوگان‌ویل صورت می‌پذیرد که به علت تشتت و پراکندگی این گروه هیچگاه منتج به نتیجه نبوده است. در سال ۲۰۰۲ میلادی سر مایکل سوماره به سمت نخست‌وزیر و در سال ۲۰۰۴ نیز سر پائولیانس ماتانه له عنوان فرماندار کل منصوب شدند.
پاپوا گینه نو از سال ۲۰۱۱ شاهد جنگ قدرت بین نخست‌وزیر پیشین، مایکل سوماری و پیتر اونیل بوده است. در سال ۲۰۱۱ خانواده مایکل سوماری در حالی که او برای مداوا در خارج از کشور به سر می‌برد و بدون اطلاع او، خبر از استعفایش داد. در پی این اتفاق، پارلمان راه را برای نخست‌وزیری پیتر اونیل باز کرد اما دادگاه عالی پاپوآ گینه نو این اقدام پارلمان را غیرقانونی خواند. در ژانویه ۲۰۱۲ شماری از نظامیان شورشی در کشور پاپوا گینه نو از به کنترل درآوردن ارتش این کشور خبر دادند و خواهان بازگشت نخست‌وزیر برکنار شده این کشور به قدرت شدند.
اونیل که سال ۲۰۱۲ به قدرت رسید و وعده مبارزه با فساد را داد متهم شده به انتقال فریبکارانه میلیون‌ها دلار به یک شرکت حقوقی سرشناس کمک کرده است. با این حال او اتهاماتش را رد کرده اما اپوزیسیون شدیداً از اونیل به دلیل مدیریت اقتصادی انتقاد می‌کند.

## مردم

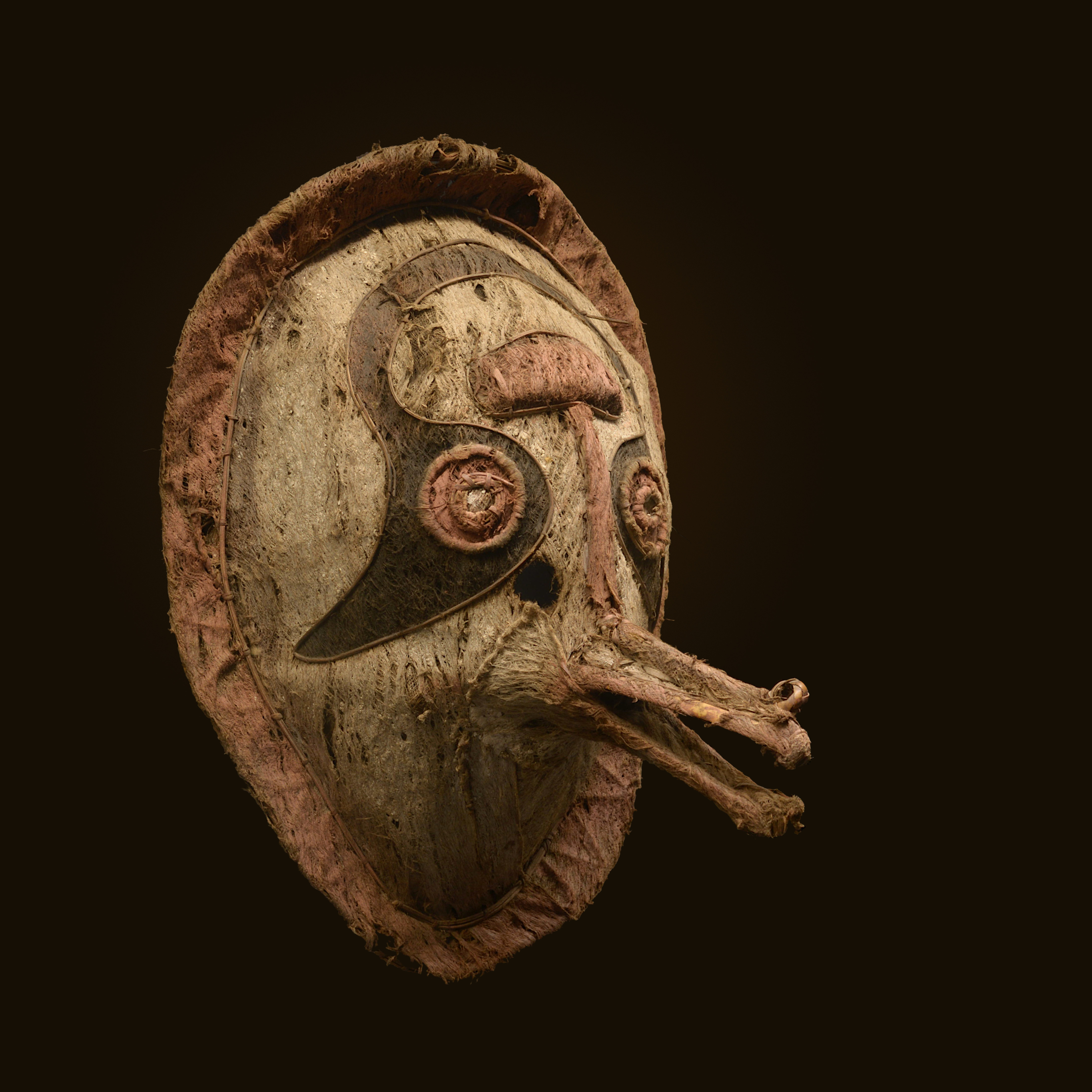
نگاره‌ای از یک ماسک متعلق به بومیان پاپوآ گینه نو. از این ماسک در مراسم مذهبی و به‌هنگام رقص آیینی استفاده می‌شده است. این صورتک از سال ۱۸۸۲ میلادی در مالکیت موزه تولوز قرار دارد.

پاپوآ گینه نو یکی از پرتنوع‌ترین کشورهای جهان از نظر قومی است. در این کشور صدها گروه قومی زندگی می‌کنند، اما اکثریت با گروهی است به نام پاپوآیی. نیاکان پاپوآیی‌ها ده‌ها هزا سال پیش به گینه نو رسیدند. دیگر مردم بومی این جزیره استرانزی‌ها هستند که نیاکانشان کمتر از چهار هزار سال پیش به اینجا آمدند.
مهاجران بسیاری نیز از دیگر کشورها به پاپوآ گینه نو آمده‌اند که از آن جمله می‌توان به چینی‌ها، اروپایی‌ها، استرالیایی‌ها، اندونزیایی‌ها، فیلیپینی‌ها، پولینزیایی‌ها، و میکرونزیایی‌ها اشاره کرد. در حدود ۴۰ هزار نفر که بیشتر اهل استرالیا و چین هستند برای کار در پاپوآ گینه نو سکونت گزیده‌اند.
۸۴٪ نژاد این کشور را پاپوآیی و ۱۵٪ را ملانزیایی تشکیل می‌دهند، و یک درصد بقیه نیز از سایر نژادها هستند.
همچنین دین ۶۳ ٪ از پاپوا گینهٔ نویی‌ها، پروتستان و ۳۰ ٪ هم کاتولیک هستند.
پاپوآ گینه نو بیش از هر کشور دیگری در جهان زبان دارد. شمار زبان‌های این کشور حدود ۸۵۰ زبان بومی است. این تعداد ۱۲ درصد از زبان‌های جهان را شامل می‌شود. تعداد گویشوران بیشترین این زبانها اما به هزار نفر هم نمی‌رسد. پرگویشورترین زبان بومی کشور زبان انگا است که ۲۰۰ هزار نفر به آن سخن می‌گویند. در درجه بعدی زبانهای ملپا و هولی قرار دارند. زبان‌های بومی این کشور به دو دسته طبقه‌بندی شده‌اند: زبان‌های استرانزیایی و زبان‌های غیراسترانزیایی. این کشور چهار زبان رسمی دارد: انگلیسی، زبان اشاره، توک پیسین و هیری موتو.
انگلیسی زبان دولت و نظام آموزشی است اما تعداد کسانی که به آن تکلم می‌کنند زیاد نیست.
پاپوآ گینه نو جامعه‌ای مردسالار دارد و درصد خشونت خانگی علیه زنان در آن بسیار بالاست. خشونت در درگیری میان قبایل مختلف نیز در بسیاری مناطق این کشور رایج است.

## اقتصاد

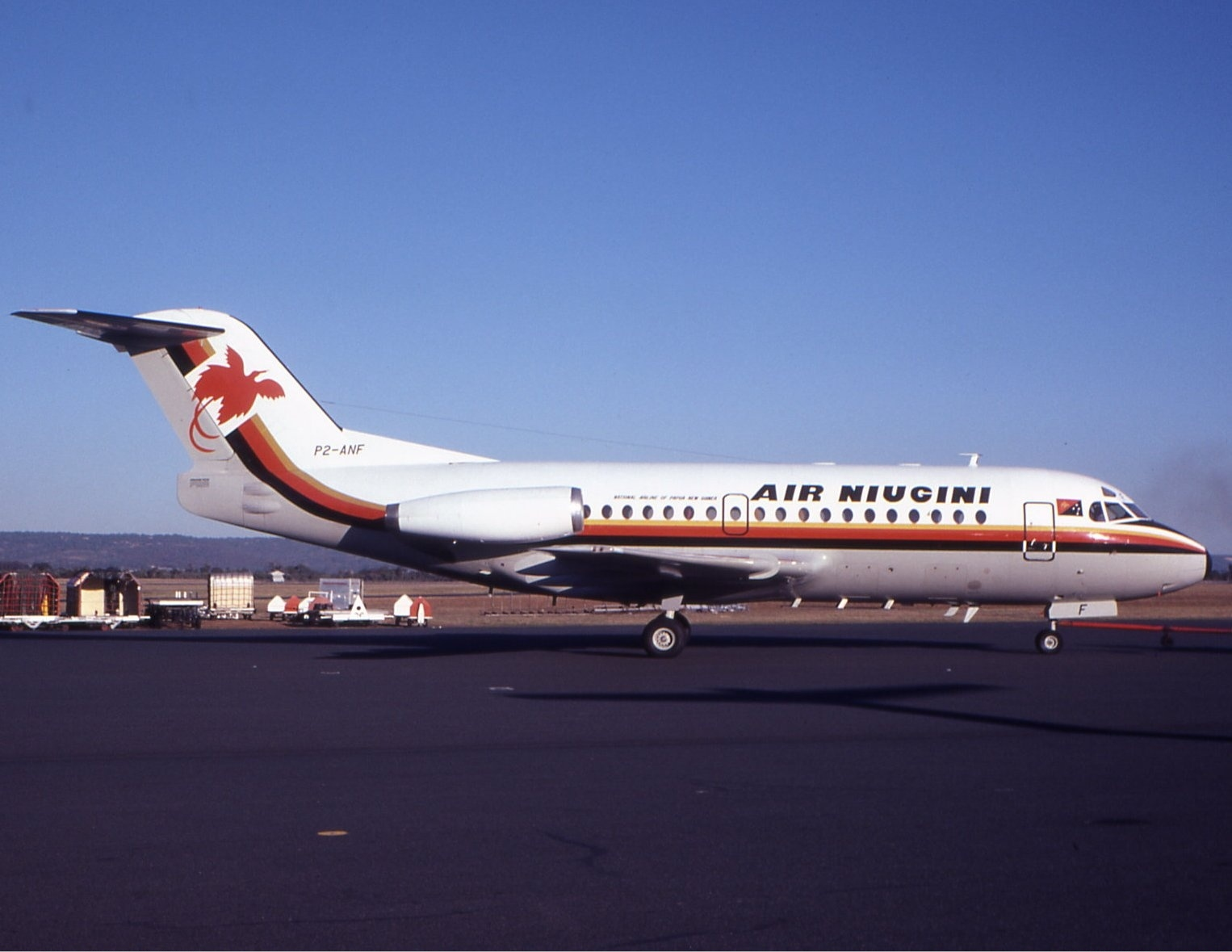
فوکر اف۲۸ فلوشیپ در خط هوایی ایر نیوگینی در پاپوآ گینه نو

واحد پول پاپوا گینهٔ نو، کینا با واحد جزء (توئا) نام دارد. هر کینا برابر ۱۰۰ توئا است. صادرات پاپوا گینهٔ نو را مس، طلا و الوار تشکیل می‌دهند. پاپوا گینهٔ نو عضو کشورهای مشترک‌المنافع است.
فراورده‌های صادراتی این کشور شامل نفت، طلا، سنگ مس، کنده درخت، روغن خرما، قهوه، کاکائو، خرچنگ آب‌های شیرین (کری فیش) و میگو است که به کشورهای استرالیا، ژاپن و چین صادر می‌شود.
فراورده‌های وارداتی این کشور شامل ماشین‌آلات و تجهیزات ترابری، کالاهای تولید شده، غذا، سوخت و مواد شیمیایی است که از کشورهای استرالیا، سنگاپور، چین و ژاپن وارد می‌شود.
کشور پاپوآ گینه‌نو با مشکلات اقتصادی شدیدی به دلیل کاهش قیمت نفت و خشکسالی مواجه شده است.
پاپوا گینه نو در سال ۲۰۱۷ به دلیل پرداخت نکردن بدهی سالانه خود به سازمان ملل، حق رای اش را در مجمع عمومی این سازمان از دست داد. پاپوآ گینه نو برای اینکه بار دیگر حق رای خود را در مجمع عمومی سازمان ملل به دست آورد باید دستکم ۱۸۰ هزار دلار برای حق عضویت به سازمان ملل متحد پرداخت کند. برق مجلس ملی پاپوآ گینه نو، خانه دولت و چند سازمان دولتی دیگر این کشور نیز به دلیل عدم توانایی دولت برای پرداخت صورت حساب قطع شد. ادارات دولتی این کشور از پایان سال ۲۰۱۶ میلادی ۱۱ میلیون دلار بدهی برقی به تولیدکنندگان انرژی داشتند.